# Campeonato Uruguaio de Futebol de 1991
O Campeonato Uruguaio de Futebol de 1991 foi a 60ª edição da era profissional do Campeonato Uruguaio. O torneio consistiu em uma competição com dois turnos, no sistema de todos contra todos. O campeão foi o Defensor Sporting.

## Classificação[2]
| Pos | Equipe               | Pts | J  | V  | E  | D  | GP | GC | SG  |
| --- | -------------------- | --- | -- | -- | -- | -- | -- | -- | --- |
| 1º  | Defensor Sporting    | 35  | 26 | 14 | 7  | 5  | 30 | 13 | 17  |
| 2º  | Nacional             | 33  | 26 | 13 | 7  | 6  | 40 | 27 | 13  |
| 3º  | Montevideo Wanderers | 32  | 26 | 10 | 12 | 4  | 29 | 21 | 8   |
| 4º  | Peñarol              | 31  | 26 | 10 | 11 | 5  | 27 | 21 | 6   |
| 5º  | Danubio              | 29  | 26 | 11 | 7  | 8  | 28 | 20 | 8   |
| 6º  | Central Español      | 29  | 26 | 8  | 13 | 5  | 24 | 24 | 0   |
| 7º  | Cerro                | 26  | 26 | 7  | 12 | 7  | 18 | 16 | 2   |
| 8º  | Liverpool            | 26  | 26 | 6  | 14 | 6  | 25 | 24 | 1   |
| 9º  | Huracán Buceo        | 22  | 25 | 8  | 6  | 11 | 31 | 37 | -6  |
| 10º | Racing               | 22  | 26 | 6  | 10 | 10 | 20 | 27 | -7  |
| 11º | Bella Vista          | 22  | 26 | 4  | 14 | 8  | 20 | 31 | -11 |
| 12º | Progreso             | 21  | 26 | 6  | 9  | 11 | 23 | 31 | -8  |
| 13º | Rentistas            | 19  | 26 | 5  | 9  | 12 | 22 | 29 | -7  |
| 14º | El Tanque Sisley     | 15  | 25 | 4  | 7  | 14 | 14 | 30 | -16 |

|  | Campeão uruguaio e classificado à Liguilla Pré-Libertadores. |
|  | Classificados à Liguilla Pré-Libertadores.                   |
|  | Rebaixados à Segunda Divisão.                                |

Promovido para a próxima temporada: River Plate.

### Nota
- A partida Huracán Buceo versus El Tanque Sisley não foi disputada.

## Liguilla Pré-Libertadores da América
A Liguilla Pré-Libertadores da América de 1991 foi a 18ª edição da história da Liguilla Pré-Libertadores, competição disputada entre as temporadas de 1974 e 2008–09, a fim de definir quais seriam os clubes representantes do futebol uruguaio nas competições da CONMEBOL. O torneio de 1991 consistiu em uma competição com um turno, no sistema de todos contra todos. O vencedor foi o Defensor Sporting, que obteve seu 5º título da Liguilla.

### Classificação da Liguilla
| Pos | Equipe               | Pts | J | V | E | D | GP | GC | SG |
| --- | -------------------- | --- | - | - | - | - | -- | -- | -- |
| 1º  | Defensor Sporting    | 7   | 5 | 3 | 1 | 1 | 9  | 6  | 3  |
| 2º  | Peñarol              | 6   | 5 | 2 | 2 | 1 | 6  | 2  | 4  |
| 3º  | Nacional             | 6   | 5 | 2 | 2 | 1 | 7  | 4  | 3  |
| 4º  | Danubio              | 6   | 5 | 3 | 0 | 2 | 9  | 9  | 0  |
| 5º  | Central Español      | 3   | 4 | 1 | 1 | 2 | 4  | 7  | -3 |
| 6º  | Montevideo Wanderers | 0   | 4 | 0 | 0 | 4 | 6  | 13 | -7 |

|  | Campeão da Liguilla e classificado à Libertadores de 1992. |
|  | Disputam a 2ª vaga à Libertadores de 1992.                 |
|  | Classificado à Copa CONMEBOL de 1992.                      |

#### Nota
- A partida Central Español versus Montevideo Wanderers não foi disputada.

### Playoffpela 2ª vaga à Libertadores de 1992
| {{{data}}} | Nacional | 1 – 1  | Peñarol |  |
|            |          | data = |         |  |

|  |     | Penalidades |
|  | 5–4 |             |

O Nacional classificou-se à Copa Libertadores da América de 1992 juntamente com o Defensor Sporting. Por sua vez, o Peñarol ficou com uma vaga na Copa CONMEBOL de 1992, assim como o Danubio.

## Premiação
| Campeonato Uruguaio de 1991           |
| ------------------------------------- |
| Defensor Sporting Campeão (3º título) |